# Пятнистолепестник парагвайский
Пятнистолепестник парагвайский, или Граптопеталум парагвайский (лат. Graptopetalum paraguayense) — вид суккулентных растений рода Пятнистолепестник (Graptopetalum) семейства Толстянковые (Crassulaceae), естественно произрастающий на территории Мексики.
Это многолетнее растение, которое образует розетки. Внешне оно напоминает эхеверию, однако отличается тем, что розетки растут на концах постоянно удлиняющихся стеблей. В результате образуется низкорослое и раскидистое растение высотой около 30 см. Пятнистолепестник парагвайский является популярным комнатным и декоративным растением.

## Название
Родовое латинское название Graptopetalum происходит от древнегреческих слов γραπτός (graptos), — «окрашенный», или «пятнистый» и πέταλον (petalon), — «лепесток».
Эпитет «парагвайский» в латинском названии paraguayense вызвал путаницу, поскольку изначально считалось, что родиной этого суккулента является Парагвай. Однако позднее было установлено, что его истинной родиной является штат Тамаулипас в Мексике.
Растение также известно под общими названиями, такими как «перламутровое растение» (англ. Mother of pearl plant) и «растение-призрак» (англ. Ghost plant), вероятно, из-за внешнего вида серовато-белых опалесцирующих листьев. Важно не путать его с Monotropa uniflora, также известной как «растение-призрак».

## Описание

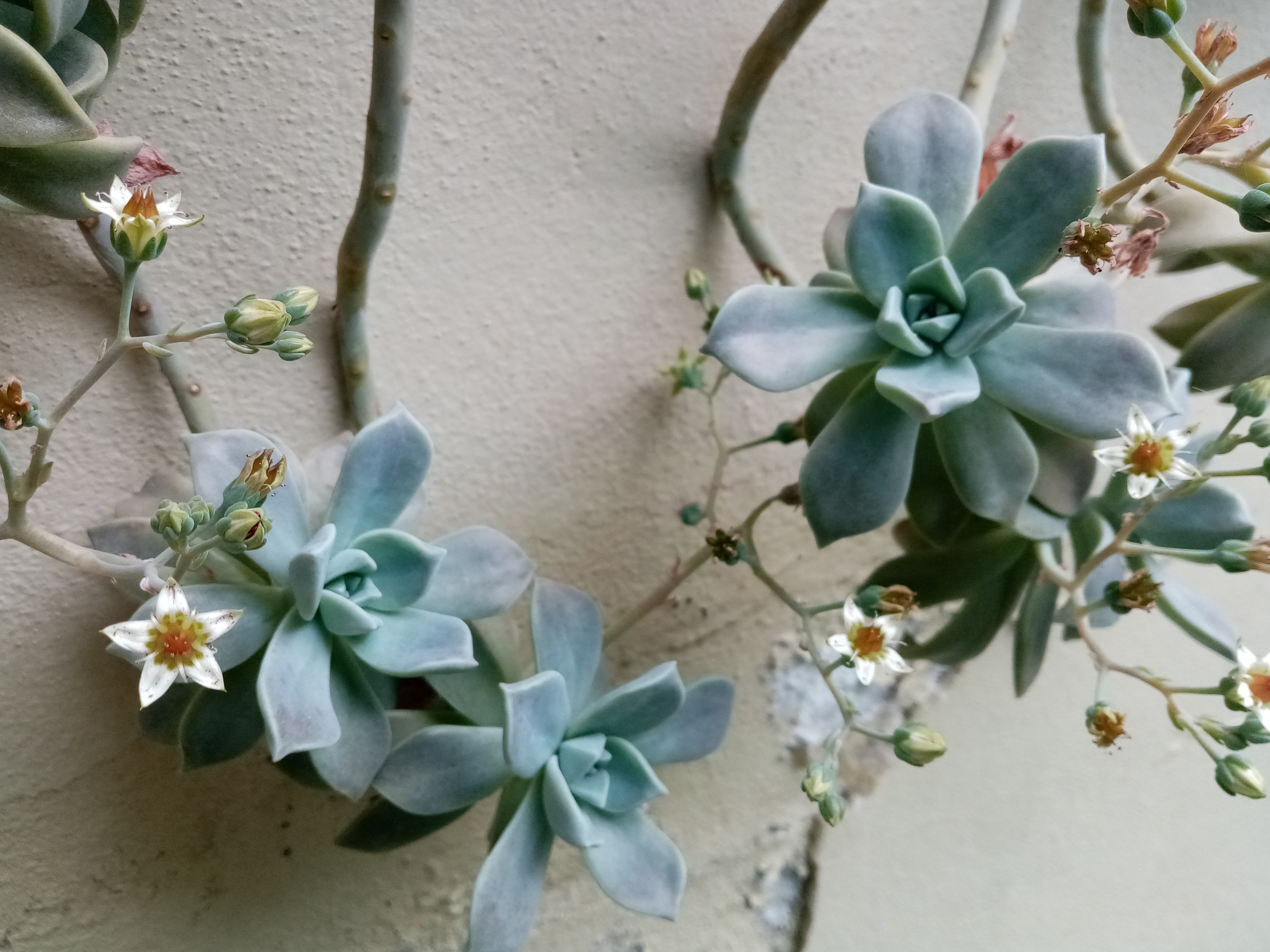
Свисающие стебли

Пятнистолепестник парагвайский — кустообразный многолетний суккулент.
Розетки имеют диаметр от 9 до 15 см. Листья формируют симметричную спираль Фибоначчи. Старые листья, находящиеся в нижней части розетки, засыхают и опадают. Новые листья продолжают появляться в центре розетки, что приводит к тому, что со временем стебель становится длинным и лишен листьев, а розетка остается только на его конце.
Листья имеют длину от 2 до 8 см и ширину от 1,5 до 2,5 см. Они толстые, имеют треугольную или лопатчатую форму, заостренные на концах. Листья могут быть плоскими или вогнутыми сверху, а снизу они имеют килевидную форму. Цвет листьев варьирует от серо-зеленого, бледно-голубого и светло-розово-сиреневого до светло-фиолетового. Они покрыты сероватым налетом, который придает растению опалесцирующий блеск, похожий на молочную радужность, подобную опалу или жемчугу. Благодаря своей мясистой структуре, толстые листья способны удерживать избыточную влагу, что позволяет растению выживать в периоды без дождя.

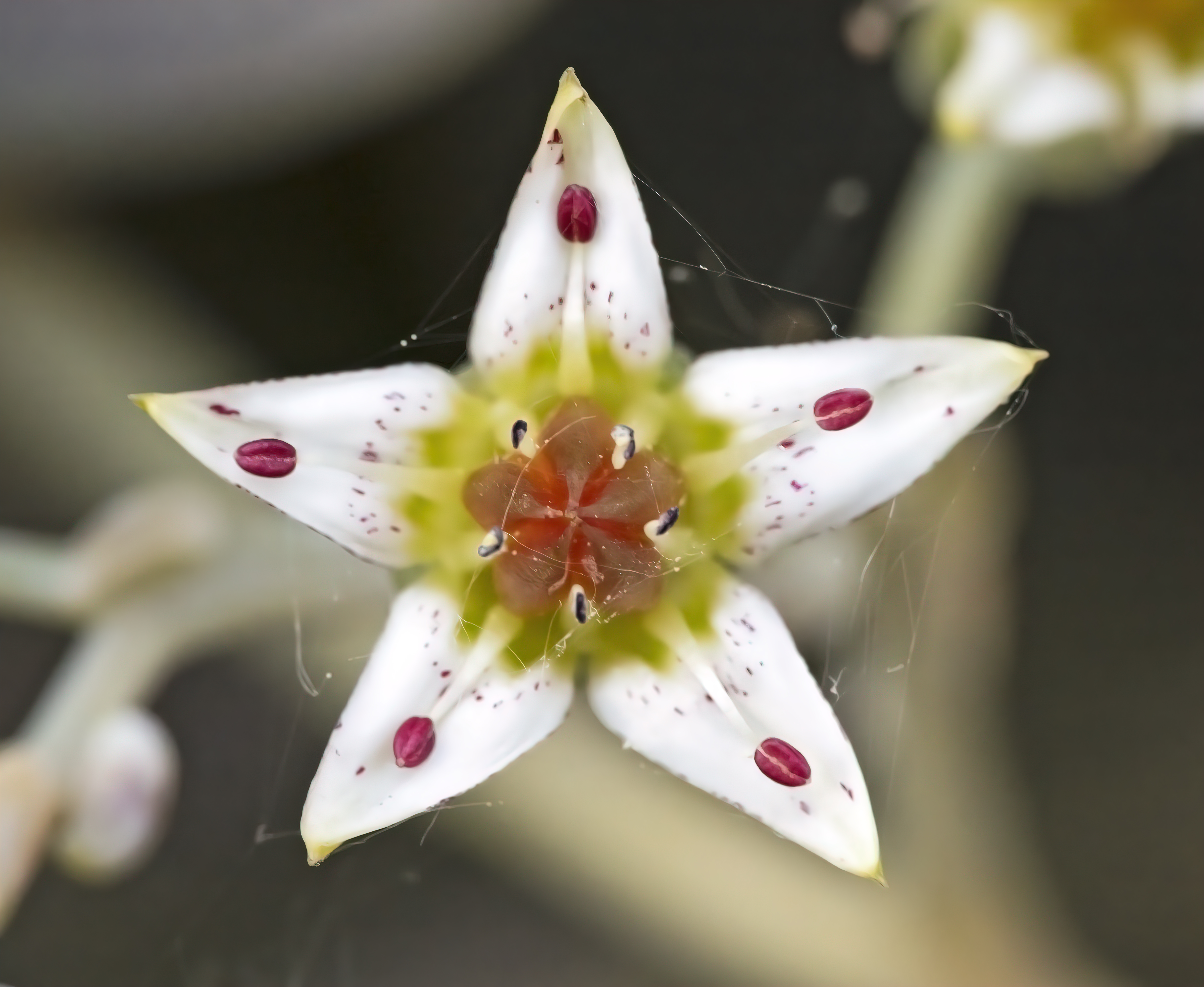
Цветок

Цветки звездчатые, диаметром около 2 см, белые с небольшими красными крапинками. Они располагаются на стеблях длиной до 15 см, которые могут иметь от 2 до 6 ветвей. Каждая ветвь содержит от 3 до 14 цветков. Лепестки цветков имеют длину около 1 см и белый цвет с красными точками.

## Таксономия
Graptopetalum paraguayense (N.E.Br.) E.Walther, первое упоминание в Cact. Succ. J. (Los Angeles) 9: 108 (1938).

### Синонимы
Гомотипные (основанные на одном и том же номенклатурном типе):
- Cotyledon paraguayensis N.E.Br. (1914)
- Sedum paraguayense (N.E.Br.) Bullock (1937)

Гетеротипные (основанные на разных номенклатурных типах):
- Byrnesia weinbergii (T.B.Sheph.) Rose (1922)
- Echeveria weinbergii T.B.Sheph. (1912)
- Graptopetalum weinbergii (T.B.Sheph.) E.Walther (1930)
- Sedum weinbergii (T.B.Sheph.) A.Berger (1930)

## Распространение
Graptopetalum paraguayense естественно встречается на Северо-Востоке Мексики, в штате Тамаулипас. Также этот вид был интродуцирован в Португалии и Квинсленде (Австралия).

## Выращивание[8]

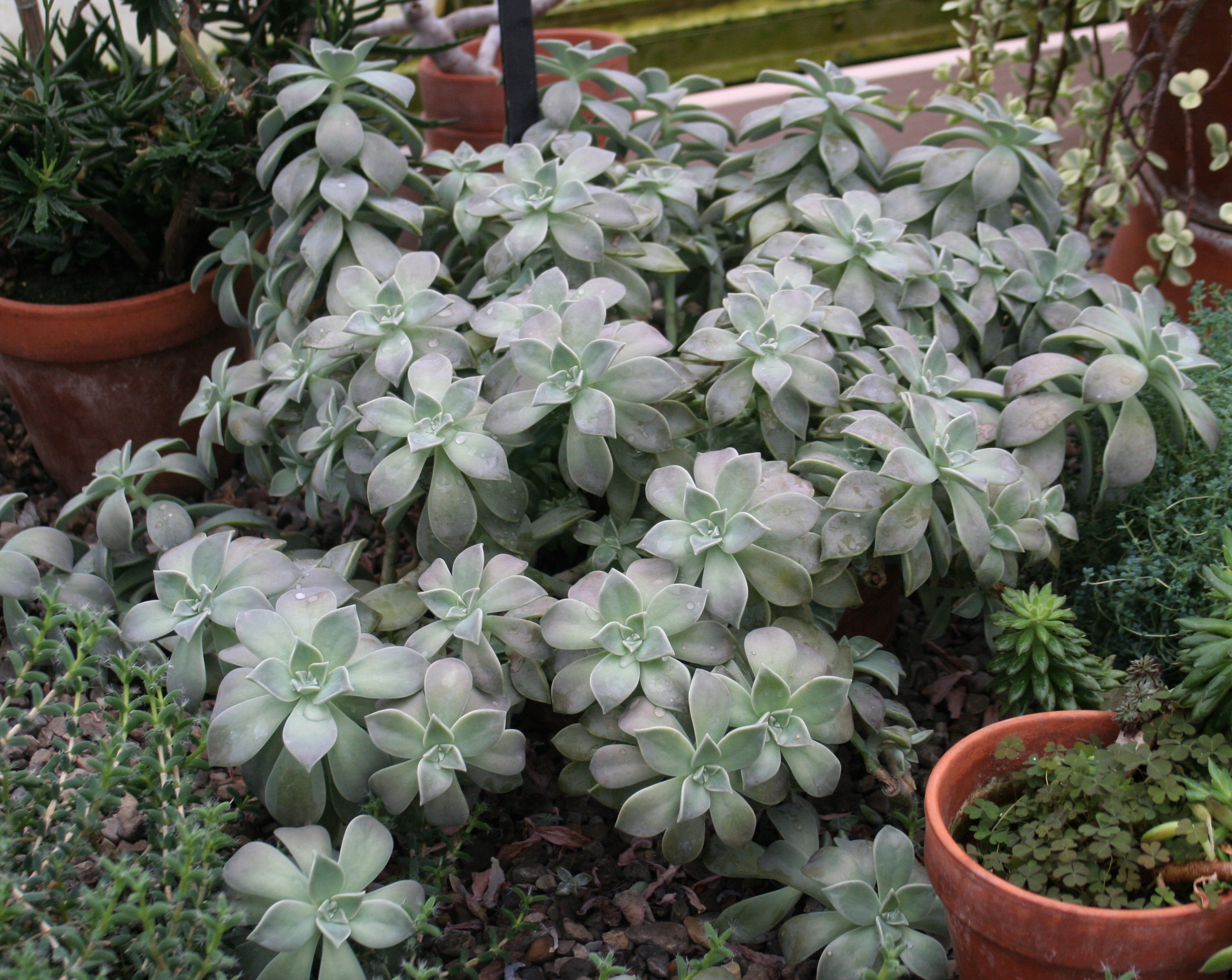
Растение в Ботанический сад Буффало и Эри, Буффало

Выращивание и размножение относительно просты. Растение может выносить полное солнце, но лучше всего растет в легкой тени. Оно идеально подходит для выращивания на подоконниках. Растение способно переносить жару и засуху благодаря своему происхождению.
Что касается экспозиции, растение предпочитает полутень и частичное солнце, хотя оно также может приспособиться к полному солнцу или полутени. Цвет листьев может варьировать от серо-голубого на полутени до серо-розового на полном солнце, а также от розовато-серого до желтого на ярком солнце.
Что касается почвы, растению требуется хорошо дренированная почва, содержащая песок и мелкий гравий. Полив растения должен осуществляться только после того, как почва полностью высохнет, особенно в летний период активного роста.
Удобрение рекомендуется применять только один раз в начале весны, разбавляя его до ¼ рекомендуемой нормы.
Растение является морозостойким и может выдерживать отрицательные температуры, но для формирования цветков требуется низкая температура в течение зимнего периода.
Растение может привлекать мучнистых червецов, поэтому регулярный осмотр и контроль важны для предотвращения вредителей и болезней.
Размножение осуществляется путем деления побегов или отдельных листьев, которые легко укореняются.